# Ipomoea angulata
Ipomoea angulata là một loài thực vật có hoa trong họ Bìm bìm. Loài này được Ortega mô tả khoa học đầu tiên năm 1797.